# Ingram de Umfraville

Armoiries de Sir Ingram de Umfraville : de gueules à l'orle d'hermine une étiquette de cinq azur de Henry III Roll, St George et Ashmole Roll et Jenyns 'Ordinary (pas d'étiquette dans Arden Roll)

Ingram (ou Enguerrand) d'Umfraville (né vers 1260 - † en ou après 1321) est un noble écossais qui exerce la charge de Gardien de l'Écosse de 1300 à 1304.

## Une origine incertaine
Sir Ingram (Enguerrand) d'Umfraville est certainement un descendant de la famille d'Umfraville de Prudhoe dans le Northumberland, bien que son ascendance précise demeure obscure. Ingram semble être né vers 1260 et depuis 1279 lui ou un homonyme détient d'Édouard Ier d'Angleterre les domaines de son père Robert, peut-être le frère cadet de Gilbert de Umfraville, comte d'Angus († 1245). Cependant, Robert d'Umfraville est né avant 1212 et mort avant 1257, dates trop tardives pour en faire le père d'Ingram et le jeune frère de Gilbert. Ce Robert est toutefois réputé avoir épousé une fille d'Ingram de Balliol d'Urr dans le comté de Kirkcudbright, également possesseur de Redcastle en Angus, Ingram de Umfraville porte le prénom de ce Balliol, et sa mère ou grand-mère devait être une sœur ou fille d'Ingram de Balliol car il arborait les armoiries de Balliol de Redcastle

## Premières années
Enguerrand est adoubé chevalier et reçoit une pension annuelle de 20 merks du roi Alexandre III d'Écosse, Il fait partie des nobles qui en 1284 reconnaissent Marguerite dite the Maid of Norway, comme l'héritière présomptive de son grand-père, mais sauf pour sa pension il n'est pas mentionné pendant la période de gouvernement des Gardiens de l'Écosse entre 1286 et 1291.
Il accepte à Norham la suzeraineté d'Édouard Ier le 13 juin 1291, et il est nommé auditeur lors de la « Grand Cause » par Jean d'Écosse; il est présent lors de l'Hommage rendu au roi d'Angleterre par le roi Jean Ier à Newcastle upon Tyne le 26 décembre 1292, et il est le huitième des seize barons témoins de la charte délivrée par Jean Ier à Dundee, le 23 février 1293.
Il ne fait pas partie des 18 magnats écossais convoqués pour servir en Gascogne par Édouard Ier en juin 1294, et en juillet 1295, quand le Parlement de Stirling défie le pouvoir du roi Jean Ier, Enguerrand d'Umfraville est probablement parmi le « conseil des douze » qui est nommé car il est parmi les quatre ambassadeurs envoyés en France pour conclure l'alliance avec Philippe IV de France. Il est probablement toujours en France lors de l'invasion de l'Écosse par Édouard Ier et lors de la défaire des écossais à la Bataille de Dunbar en 1296, mais il est de retour le 28 juin, quand il assure la reddition du château de Dumbarton. Il rend l'Hommage à Édouard Ier à la fin du mois d'août et est qualifié à cette occasion comme « du comté d'Ayr » et l'ordre de lui restituer ses domaines est envoyé aux sheriffs de Berwick-upon-Tweed et d'Ayr. La manière dont il avait acquis ces derniers fiefs apparemment dépendants du comte de Carrick demeure un mystère.

## Gardien de l'Écosse
Ingram de Umfraville est l'un des seize nobles nommé par les Anglais afin de seconder le Gardien de l'Écosse, Brian Fitzalan le 26 septembre 1297, après la Bataille du pont de Stirling le 11 septembre. En juin 1297, il n'est ni un partisan de Robert Bruce ni de William Wallace, mais il abandonne le camp des anglais et combat contre eux en 1298. En février 1299, après la mort d' Ingram de Balliol, Édouard Ier attribue ses domaines à un cohéritier de son choix, Henry Percy, parce que l'autre Ingram de Umfraville, est « un ennemi du roi et un rebelle ». En août de la même année les écossais attaquent Ettrick Forest, et de Umfraville est à leut tête, dans une armée qui inclut plusieurs comtes et deux Gardiens d'Écosse, Robert Bruce, comte de Carrick le futur roi Robert Ier, et John III Comyn dit « le Jeune ». À la suite d'une âpre querelle entre les deux « Gardiens » les écossais nomment William Lamberton, évêque St Andrews, comme « principal Gardien » et Umfraville comme sheriff de Roxburgh un château qui est entre les mains des anglais avec une force de 100 cavaliers et 1500 fantassins afin d'attaquer la frontière avec l'Angleterre .
L'année suivante en mai 1300, une nouvelle querelle éclate cette fois entre l'évêque et John III Comyn, qui amène à choisir de Umfraville comme Gardien de l'Écosse afin de remplacer le comte de Carrick ; si cette substitution semble sans conséquences à première vue, Umfraville paraît être considérer comme un élément pacificateur destiné à contrer le versatile John Comyn.
Entre décembre 1300 et mai 1301, une trêve est accordée aux Écossais qui leur permet de contacter le roi Jean d'Écosse qui nomme à son tour John de Soules comme unique Gardien de l'Écosse. En septembre, d'Ingram de Umfraville et de John de Soules construisent une grande armée qui attaque sans succès Lochmaben. En 1302, une délégation de six membres dont d'Umfraville se rend à Paris dans un désespéré et infructueux effort pour obtenir le secours de Philippe IV de France
La guerre reprend en 1303 et Édouard Ier reconquiert le sud de l'Écosse. Quand les principaux chefs écossais se soumettent en février 1304, Ingram de Umfraville est encore en France, et en juillet Édouard Ier ne lui accorde pas de sauf conduit pour revenir, comme d'ailleurs à John de Soules et James 5e Stewart jusqu'à ce que William Wallace lui soit livré Ingram de Umfraville revient en Écosse peut-être après la capture de Wallace le 3 août 1305.
Ses terres lui furent rendues en octobre 1305 avec une amende représentant cinq ans de loyers, la plus longue période imposée à un des chefs écossais, et en mars 1306, il est à Liddesdale, comme capitaine d'Édouard Ier car il a abandonné le « parti patriotique » après le meurtre de John III Comyn par Robert Bruce et ses partisans.

## Dernières années
Dans les années qui suivent, Ingram de Umfraville joue un rôle mineur comme commandant anglais dans le sud ouest de l'Écosse ; en août 1308, il est nommé « Gardien du Galloway » et capitaine du château de Caerlaverock et il disparaît de la documentation en 1310–1311, peut-être après avoir été fait prisonnier. Avec d'autres Écossais, il est présent au Parlement d'Édouard II d'Angleterre, en août 1312, comme « conseiller aux affaires écossaises ». Le 24 juin 1314, il est fait prisonnier lors de la bataille de Bannockburn et bien que son frère William et d'autres recherchent de l'argent en France pour constituer sa rançon, il reste en Écosse pendant six ans, devant accepter la paix du roi.
Avant 1320, le roi Robert Ier partage avec lui la baronnie de Redcastle ayant appartenu à Ingram de Balliol, d'Umfraville en reçoit la moitié et le roi conserve pour lui la moitié qui revenait à Percy. Il est évident que de 'Umfarville a fait sa paix avec Robert Ier car il apparaît comme le quinzième des comtes, barons et nobles de la longue liste de ceux qui signent la déclaration d'Arbroath adressée au Pape Jean XXII le 6 avril 1320
.
Cependant peu après en août 1320, une conspiration est ourdie contre Robert Ier par des membres d'un parti favorable à Édouard Balliol dont David Brechin, Roger Moubray et William II de Soules. Il semble qu'Ingram de Umfraville n'en faisait pas partie mais qu'il en avait connaissance. Il quitte alors de nouveau l'Écosse et il est présent à la cour de Édouard II d'Angleterre en décembre 1321 lorsqu'il affirme faussement qu'il n'a jamais fait sa paix avec Robert Ier. Édouard II le dote généreusement et l'autorise à partir pour la France. C'est la dernière information que l'on possède sur Ingram de Umfraville. Sa carrière illustre parfaitement les atermoiements de fidélité d'un membre de la petite noblesse écossaise pendant la période 1290-1314 .

## Union et postérité
Le nom de l'épouse d'Ingram de Umfraville est inconnu. Elle lui donne deux filles Eve et Isabelle mais, a priori, pas de fils. En 1346, un noble écossais homonyme combat aux côtés des Anglais lors de la Bataille de Neville's Cross, et sert pendant une trentaine d'années Édouard III d'Angleterre sur la frontière avec l'Écosse, il s'agit vraisemblablement de son petit-neveu .